# Parchet (justiție)
În sistemul juridic român, pe lângă fiecare curte de apel, tribunal, tribunal pentru minori și familie și judecătorie funcționează câte un parchet, dar numai parchetele de pe lângă curțile de apel și cele de lângă tribunale au personalitate juridică.
Parchetele actuale corespund cu procuraturile de dinainte de 1989.

## Istorie
În decembrie 1991 a fost adoptată noua Constituție a României, cu modificările și completările efectuate în 2003, care reflectă schimbările democratice produse în țară în decembrie 1989 și consacră o serie de principii noi în ceea ce privește activitatea judecătorească.
La 1 iulie 1993 a intrat în vigoare Legea nr. 92/1992 pentru organizarea judecătorească, care, în conformitate cu prevederile constituționale, reintroduce termenul de „minister public", punând bazele organizării și funcționării noii instituții.
S-a recunoscut calitatea de magistrat procurorului și dreptul acestuia la stabilitate în funcție.
Prin această lege a fost eliminată din competența procurorului atribuția de supraveghere generală, păstrându-i-se numai atribuțiile judiciare.
În urma modificării din 1996, a fost eliminată denumirea de Parchet General și a fost instituită funcția de procuror general al parchetului de pe lângă curtea de apel.
Ulterior revizuirii Constituției prin Legea nr. 429 din 13 octombrie 2003, au fost adoptate Legea nr. 303 din 28 mai 2004 privind statutul magistraților (denumire modificată în 2005 prin înlocuirea termenului „magistrați” cu „judecători și procurori”) și Legea nr. 304 din 28 mai 2004 privind organizarea judiciară, care au înlocuit Legea nr. 92/1992, armonizând legislația română cu cea europeană, în procesul de pregătire a integrării României în Uniunea Europeană.
S-a statuat independența procurorului în soluțiile pe care le dispune, iar cariera magistratului a trecut în competența Consiliului Superior al Magistraturii, au fost reglementate noile structuri specializate de combatere a corupției și crimei organizate.

## Atribuții
Parchetele de pe lângă curțile de apel și tribunale au în structură secții în cadrul cărora pot funcționa servicii și birouri, iar cele de pe lângă curțile de apel au în structură și câte o secție pentru minori și familie.
Parchetele de pe lângă curțile de apel sunt conduse de procurori generali, iar cele de pe lângă tribunale, tribunale pentru minori și familie și judecătorii sunt conduse de prim procurori. În funcție de volumul de activitate legea permite ca procurorul general să fie ajutat 1-3 adjuncți, după caz.
Procurorii generali ai parchetelor de pe lângă curțile de apel și prim procurorii parchetelor de pe lângă tribunale exercită și atribuții de coordonare și control a administrării parchetului unde funcționează, precum și a parchetelor din subordine și din circumscripție.
Prim procurorii parchetelor de pe lângă tribunalele pentru minori și familie și prim procurorii parchetelor de pe lângă judecătorii exercită atribuții de administrare a parchetului.
Secțiile, serviciile și birourile parchetelor de pe lângă instanțe sunt conduse de procurori șefi. Conducătorul fiecărui parchet repartizează procurorii pe secții, servicii și birouri în funcție de pregătirea, specializarea și aptitudinea acestora.
În cadrul parchetelor funcționează colegii de conducere care avizează problemele generale de conducere a parchetului.

## Parchetul de pe lângă Înalta Curte de Casație și Justiție
Parchetul de pe lângă Înalta Curte de Casație și Justiție coordonează activitatea Parchetelor din subordine, îndeplinește atribuțiile prevăzute de lege, are personalitate juridică și gestionează bugetul Ministerului Public, fiind condus de către un procuror general care este ajutat de către un procuror prim adjunct, un procuror adjunct și de 3 consilieri.
Parchetul de pe lângă Înalta Curte de Casație și Justiție are un colegiu de conducere ce hotărăște asupra problemelor generale de conducere a Ministerului Public fiind constituite din: procuror general, procuror prim adjunct și 5 procurori aleși în Adunarea Generală a Procurorilor.
Parchetul de pe lângă Înalta Curte de Casație și Justiție are în structură secții conduse de procurori șefi care pot fi ajutați de către adjuncți. În cadrul secțiilor pot functiona servicii și birouri conduse de procurori șefi.

## Parchete militare
Parchetul militar funcționează pe lângă fiecare instanță militară, respectiv:
- Parchetul Militar de pe lângă Curtea Militară București 
- Parchetul Militar de pe lângă Tribunalul Militar București 
- Parchetele Militare de pe lângă Tribunalele Militare.
Parchetele militare sunt conduse de un prim procuror militar ajutat de un prim procuror militar adjunct, iar Parchetul Militar de pe lângă Curtea Militara București e condus de un procuror general militar ajutat de un procuror general militar adjunct.